# 第39回ブルーリボン賞 (鉄道)

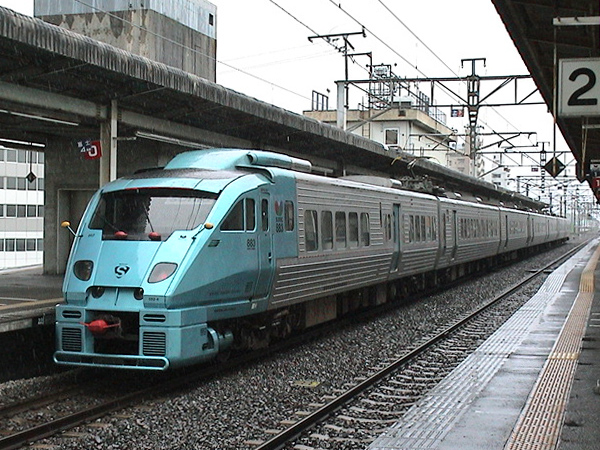
第39回ブルーリボン賞
JR九州883系

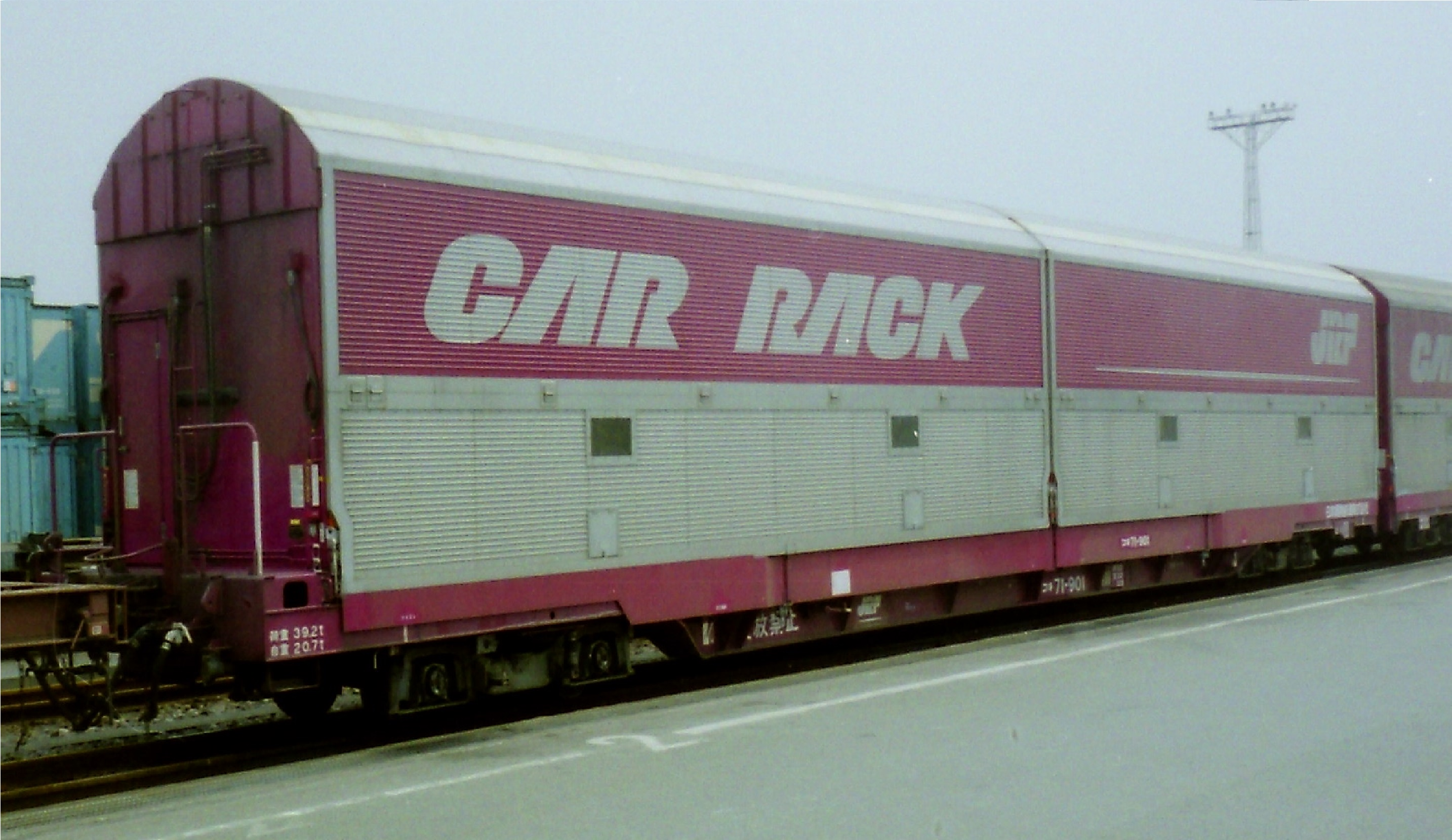
第36回ローレル賞
JR貨物コキ71形

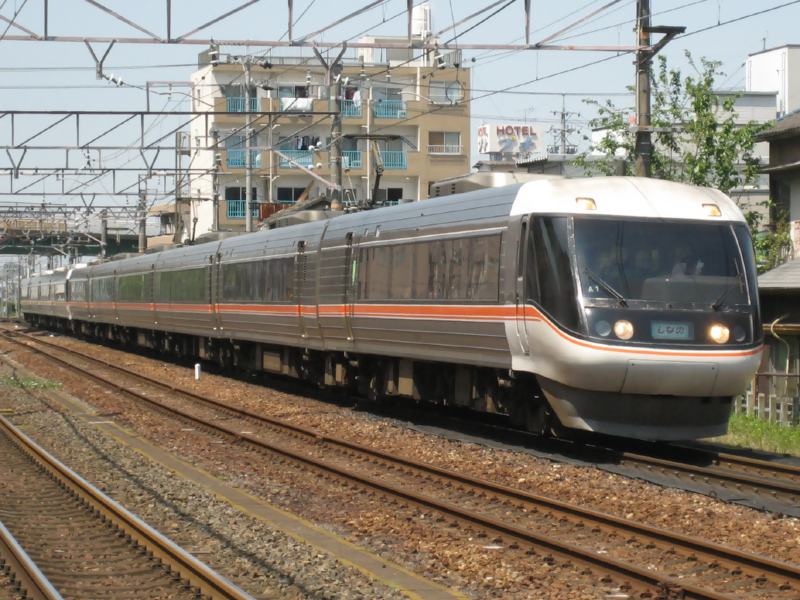
第36回ローレル賞
JR東海383系

第39回ブルーリボン賞（だい39かいぶるーりぼんしょう）は、1996年に鉄道友の会が選定したブルーリボン賞である。本項では、第36回ローレル賞（だい36かいろーれるしょう）についても併せて記す。

## 概要
日本国内で使用する鉄道・軌道車両のうち、1995年1月1日から12月31日までの間に日本国内で営業運転に就いた新形式車両またはそれとみなせる車両で、候補車両決定の時点で現に営業をしていることを概ねの要件とする選定候補車両28車種のなかから、ブルーリボン賞1形式、ローレル賞2形式が選定された。

## 選定車両

### ブルーリボン賞
- 九州旅客鉄道 883系電車

### ローレル賞
- 日本貨物鉄道 コキ71形貨車
- 東海旅客鉄道 383系電車

## 候補車両
鉄道友の会ブルーリボン賞・ローレル賞選考委員会が候補車両とした28車種。
| 会社名             | 車両形式                                                                           |
| ------------------ | ---------------------------------------------------------------------------------- |
| 札幌市交通局       | 5000形電車                                                                         |
| 三陸鉄道           | 36-500形気動車                                                                     |
| くりはら田園鉄道   | KD95形気動車                                                                       |
| 仙台臨海鉄道       | SD55形ディーゼル機関車                                                             |
| 茨城交通           | キハ3710形気動車                                                                   |
| 筑波山鋼索鉄道     | A・B                                                                               |
| 住宅・都市整備公団 | 9100形電車                                                                         |
| 東日本旅客鉄道     | E127系電車 E501系電車 キロ40形・キロ48形気動車「漫遊」 オロ14系800番台客車「浪漫」 |
| 日本貨物鉄道       | コキ71形貨車                                                                       |
| 小田急電鉄         | 2000形電車                                                                         |
| 東京臨海新交通     | 7000系電車                                                                         |
| 箱根登山鉄道       | ケ100・ケ200形客車                                                                 |
| 東海旅客鉄道       | 373系電車 383系電車                                                                |
| 名古屋鉄道         | キハ30形気動車                                                                     |
| 長良川鉄道         | ナガラ2形                                                                          |
| 信楽高原鐵道       | SKR300形気動車                                                                     |
| 西日本旅客鉄道     | 223系1000番台電車                                                                  |
| 京阪電気鉄道       | 3000系電車3855 7200系電車                                                          |
| 阪急電鉄           | 8200系電車                                                                         |
| 阪神電気鉄道       | 5500系電車                                                                         |
| 水島臨海鉄道       | MRT300形気動車                                                                     |
| 伊予鉄道           | 610系電車                                                                          |
| 九州旅客鉄道       | 883系電車                                                                          |